# Carlito's Way
Carlito's Way is een Amerikaanse gangsterfilm uit 1993 onder regie van Brian De Palma. Het verhaal is gebaseerd op het boek After Hours van Edwin Torres. Sean Penn en Penelope Ann Miller werden voor hun bijrollen hierin allebei genomineerd voor een Golden Globe.

## Verhaal
In het New York van 1975 vindt een rechtszaak plaats voor vervroegde vrijlating van de Puerto-Ricaan Carlito ”Charlie” Brigante. De machtige gangster is vijf jaar eerder in de Lewisburg-gevangenis beland door toedoen van Officier van Justitie Norwalk, die alles in het werk stelt om de misdadiger op zijn plek te houden. Met de hulp van zijn vriend en advocaat David Kleinfeld beleeft Carlito hoe rechter Feinstein hem uit het gevang ontslaat, waarop de nieuwgeboren burger aankondigt op het rechte pad te willen blijven.
Na zijn vrijlating brengt Carlito een bezoek aan zijn oude buurt en wordt geraakt door de verandering die de omgeving in zijn afwezigheid heeft ondergaan. De gangster kent nog maar weinig mensen op straat, maar stuit op Pachanga, een voormalige vriend die hem – omgeven door onder meer Walberto en Rudy – kort en bondig bijpraat over de recente ontwikkelingen. Heroïne heeft het veld moeten ruimen voor cocaïne; Rolando Rivas regeert het lokale criminele circuit.
Carlito vergezelt zijn jonge neef Guajiro, die een envelop met 30.000 dollar op zak heeft, naar een grote drugsdeal, niet wetend dat bendeleider Quisqueya het serieus op de jongen heeft voorzien. In een wilde shoot-out laat Guajiro het leven door een mes in zijn keel en ziet Carlito geen andere manier dan schietenderwijs zijn weg naar buiten te zoeken, met het geld van de drugsdeal in zijn handen.
Kleinfeld doet Carlito het aantrekkelijke voorstel om zich te bemoeien met de hippe club “El Paraiso”, waar de gokverslaafde Saso de scepter zwaait en het niet zo nauw neemt met de financiële kant van de zaak. Carlito legt zijn ‘eigen’ geld in en stelt zich op als de nieuwe eigenaar om voorgoed naar het paradijs te vertrekken wanneer hij een bedrag van 75.000 dollar bij elkaar heeft verzameld. Hij huurt Pachanga in als zijn rechterhand, de donkere Steffie als serveerster en maakt kennis met Benny Blanco, een jonge gangster uit de Bronx die Carlito als inspiratiebron en mogelijke zakenpartner ziet. De oude rot laat zich niet van zijn stuk brengen en wil niets van de groene nietsnut weten.
Carlito kijkt door de ramen van de balletschool met verlangen naar de elegante dansbewegingen van Gail, zijn beeldschone ex-vriendin met wie hij de relatie vijf jaar eerder heeft verbroken. Een drankje aan de bar vormt wellicht de basis voor een intieme hereniging tussen twee personen die nog steeds een zwak voor elkaar hebben. Voormalige vriend Lalin Miasso, verlamd vertoevend in een rolstoel, tracht Carlito in zijn eigen club af te luisteren op zoek naar bewijs voor Norwalk, die de crimineel nog steeds met alle plezier achter de tralies wil krijgen, maar de clubeigenaar doorziet de plannen van de zielenpoot. Vervolgens vertelt Lalin zijn verloren makker dat hij Gail een prachtige show heeft zien geven, maar Carlito leert na een bezoek aan de nachtclub dat zijn vlam haar droom als actrice heeft verloren en zich heeft neergelegd bij een realiteit als stripteasedanseres.
Inmddels verslaafd aan drank en drugs gaat Kleinfeld op de gevangenisboot van Rikers Island langs bij zijn Italiaanse cliënt Anthony Taglialucci, een grote maffiabaas die de advocaat verdenkt van het stelen van 1 miljoen dollar. ‘Tony T’ stelt Kleinfeld voor de keuze hem te helpen bij diens ontsnapping uit de nor – bewaker Jackson zit eveneens in het complot – of het loodje te leggen door toedoen van handlangers waarover de machtige baron in overvloede beschikt.
Benny Blanco raakt gefrustreerd door de algehele desinteresse die Carlito voor hem koestert. Als Kleinfeld zich met Steffie inlaat, accepteert de jonge gangster niet dat hij het moet afleggen tegen de sneue advocaat. In een dreigende sfeer zegt Carlito hoe hij werkelijk over Blanco denkt, waarop de beledigde gast stennis begint te schoppen in de tent van de belediger. Carlito zet de ongenode bezoeker buiten, maar verbiedt zijn rechterhand Pachanga om de triesteling eens en voor altijd het zwijgen op te leggen.
Tijdens een feest in zijn zomerhuis smeekt Kleinfeld zijn vriend en cliënt Carlito hem te helpen bij de ontsnapping van Taglialucci, die zijn zoon Frankie omwille van zekerheid laat meevaren op Kleinfelds boot Jezebel. De ontsnapping slaat om in een moordpartij waarin een advocaat van de duivel niet beseft welke gevolgen zijn daden zullen hebben en de twee leden van een machtige gangsterfamilie vermoordt. Carlito ziet vervolgens geen andere uitweg dan het terugsnellende verleden vaarwel te zeggen en met Gail een nieuw leven op de Bahama’s te beginnen.
Agenten Duncan en Speller pikken Carlito en Gail van de straat en vergezellen hen naar Norwalks kantoor, waar ze – in bijzijn van assistent Valentin – een tape horen waarop Kleinfeld leugens vertelt over Carlito en zelfs aanbiedt tegen zijn zogenaamde makker te getuigen. Norwalk verklaart zich te richten op de frauduleuze advocaat, maar Carlito weigert zijn nieuwe vijand te verklikken en werkt niet mee met de officier van justitie. Na een aanslag belandt Kleinfeld serieus gewond in het ziekenhuis. Carlito bezoekt zijn voormalige vertrouweling voor een laatste keer en zorgt er indirect voor dat een op wraak beluste Vincent Taglialucci, de tweede zoon van ‘Tony T’, hem alsnog naar het eeuwige laat verkassen.
Het leven loopt weer als vanouds. Carlito koopt twee treinkaartjes naar Miami voor zichzelf en de zwangere Gail, maar wil in de resterende vijf uur voor vertrek nog enkele zaken regelen. De oude gangster vraagt Pachanga, die ondertussen weinig vertrouwen meer in zijn baas heeft, zijn geliefde naar het Grand Central Station te begeleiden. Carlito begeeft zich nog één keer naar “El Paraiso” om zijn geld te halen en de corrupte wereld voorgoed te verlaten. Zijn laatste uren in de club brengen hem ongelukkigerwijs in contact met oude bekende Pete Amadesso, de op wraak beluste Vincent en hun handlangers Joe Battaglia en Manzanero. De klok lijkt steeds sneller te tikken naar 23.30 uur, het tijdstip waarop de trein naar het paradijs zal vertrekken. Carlito weet na een verhitte achtervolging de Italianen bijna van zich af te schudden maar op het laatste moment wordt hij door een van de Italianen opgemerkt. Na een helse schietpartij weet Carlito achternagezeten door een gewonde Vincent naar het perron te rennen. De politie weet Vincent neer te schieten waarna Carlito Gail geruststelt en zegt dat alles goed zal komen. Niets vermoedend loopt hij op haar af, tot daar opeens Benny Blanco verschijnt, de gangster die hij eerder liet gaan. Benny schiet drie keer op Carlito om vervolgens als sneeuw voor de zon te verdwijnen. Carlito overhandigt Gail het geld en zegt haar dat ze een nieuw leven moet opbouwen samen met hun ongeboren kind. Wanneer Carlito wordt weggevoerd op een brancard staart hij naar een billboard waarop staat Escape to Paradise. Het billboard komt tot leven in zijn gedachte, waarna Carlito zijn ogen sluit.

## Rolverdeling
| Acteur              | Personage                    |
| ------------------- | ---------------------------- |
| Al Pacino           | Carlito 'Charlie' Brigante   |
| Sean Penn           | David Kleinfeld              |
| Penelope Ann Miller | Gail                         |
| John Leguizamo      | Benny Blanco                 |
| Ingrid Rogers       | Steffi                       |
| Ara Gelici          | Delale Sirnak                |
| Luis Guzmán         | Pachanga                     |
| James Rebhorn       | Dist. Atty. Norwalk          |
| Joseph Siravo       | Vincent 'Vinnie' Taglialucci |
| Viggo Mortensen     | Lalin                        |
| Richard Foronjy     | Pete Amadesso                |
| Jorge Porcel        | Saso                         |
| Frank Minucci       | Tony Taglialucci             |
| Adrian Pasdar       | Frankie Taglialucci          |
| John Ortiz          | Guajiro                      |
| Ángel Salazar       | Walberto                     |